# 알레한드라 에스피노사
알레한드라 에스피노자(Alejandra Espinoza, 1987년 3월 27일 ~ )는 멕시코의 미인 대회 우승자, 모델, 텔레비전 사회자이다.